# Mjällby AIF
Mjällby Allmänna Idrottsförening är en fotbollsklubb i Sölvesborgs kommun bildad den 1 april 1939. Klubben bildades genom en sammanslagning av föreningarna Listers IF och Hälleviks IF med hemmaplan i Hällevik, med cirka 1 500 invånare, i Mjällby socken på Listerlandet i Blekinge län. Klubbens hemmaarena är Strandvallen och dess supporterklubb kallas Sillastrybarna. 
Herrlaget spelar sedan säsongen 2020 i Allsvenskan. Med totalt tretton säsonger i Allsvenskan är Mjällby AIF den klart mest framgångsrika klubben i Blekinge län. I Allsvenskan 2020 placerade sig Mjällby AIF som nykomlingar på sin historiskt bästa plats, nämligen som femma, en placering laget sedan upprepade 2024.
De före detta landslagsspelarna Christian Wilhelmsson, Tobias Linderoth och Mattias Asper är fostrade i klubben.

## Historia

### De första 35 åren (1939–1974)
Klubben bildades den 1 april 1939 genom en sammanslagning av de båda klubbarna Listers IF och Hälleviks IF. Klubben spelade i de lägre divisionerna i Blekinge och pendlade mellan Division 5 och Division 3. Sin bästa säsong under de här åren hade klubben säsongen 1942/43 då de slutade sexa i Division 3. Säsongen därpå föll de dock ner tillbaka till Division 4.
Den 28 juni 1953 invigdes klubbens nya idrottsplats Strandvallen på vilken de ännu spelar sina hemmamatcher. Invigningsmatchen var en uppvisningsmatch där klubben för första gången mötte ett utländskt lag på hemmaplan, när västtyska Germania Leer kom på besök. MAIF vann matchen med 4–1.

### Klättringen genom serierna (1975–1979)
Säsongen 1975 vann klubben Division 4 med god marginal före tvåan Ronneby BK och påbörjade då sin klättring upp genom seriesystemet. Redan säsongen därpå vann klubben Division 3 och fick kvala till Division 2. De vann sin kvalgrupp före IFK Ulricehamn, Västra Frölunda IF och IFK Ystad och blev därmed för första gången i klubbens historia klara för division 2 säsongen därpå.
Första säsongen i Division 2 slutade Mjällby på en fjärdeplats, tolv poäng efter Åtvidabergs FF på första plats. Säsongen därpå, 1978, slutade Mjällby återigen fyra, men den här gången endast tre poäng efter IS Halmia på förstaplatsen.
Den tredje säsongen i Division 2, 1979, lyckades Mjällby med fem poängs marginal ner till tvåan Helsingborgs IF vinna divisionen och blev därmed klara för Allsvenskan säsongen 1980.

### Tre allsvenska säsonger (1980–1985)
Säsongen 1980 debuterade så Mjällby AIF i Allsvenskan, men premiären blev inte som klubben hade tänkt sig. Även om hela 8 438 åskådare kom (än i dag publikrekord på Strandvallen) till matchen mot Kalmar FF så skadade sig lagets viktiga danska anfallare Flemming Pehrson efter endast elva minuters spel och matchen förlorades med 0–1. Den förlusten följdes av fler. På sommaren hyrde klubben in den engelska proffsspelaren Frank Worthington från Birmingham City, som endast hann spela tio matcher och göra fyra mål för klubben innan han flyttade tillbaka till England. Laget slutade till sist på sista plats med elva ihopspelade poäng, tio poäng från Djurgårdens IF ovanför nedflyttningsstrecket.
Väl tillbaka i Division 2 slutade Mjällby på en femteplats säsongen 1981. Säsongen därpå, 1982, vann Mjällby Division 2 och fick då kvala till Allsvenskan. Detta berodde på att Svenska Fotbollförbundet testade olika kvalsystem för upp- och nedflyttningen till Allsvenskan under dessa år. I kvalet fick de möta Åtvidabergs FF och efter en seger med 1–0 hemma räckte det med 1–1 borta på Kopparvallen för att Mjällby återigen skulle ta steget upp till Allsvenskan.
Den andra säsongen i Allsvenskan, 1983, började mycket bättre än den första och efter den tredje omgången låg Mjällby till och med etta i Allsvenskan. Den placeringen tappade de dock redan i den fjärde omgången efter förlust mot IF Elfsborg. Även om laget åkte på ett par större förluster under säsongen, såsom 0–6 hemma mot AIK och 1–4 borta mot Örgryte IS, såg klubben länge ut att klara sig kvar. Inför den sista omgången låg klubben på tionde plats, precis ovanför nedflyttningsstrecket, med endast en poäng ner till Gefle IF och BK Häcken, som båda låg under strecket. Mjällby mötte i sista omgången tvåan Malmö FF på Strandvallen samtidigt som Gefle tog emot IFK Göteborg och Häcken spelade borta mot IF Elfsborg. Mjällby tog ledningen mot Malmö FF och såg i det längsta ut att vinna, men med 46 sekunder kvar av matchen kvitterade Malmö och eftersom Gefle, som vann sin match och därmed slutade på samma poäng som Mjällby, hade klart bättre målskillnad åkte Mjällby ur Allsvenskan.
Väl tillbaka i Division 2 säsongen därpå, 1984, slutade de på en andraplats åtta poäng bakom Trelleborgs FF och fick då kvala till Allsvenskan mot Örebro SK. De vann både hemma, med 1–0, och borta, med 3–0, och klubben blev därmed för tredje gången på fem år klara för Allsvenskan.
Säsongen 1985 låg klubben, denna gång med Anders Linderoth som tränare, återigen i de nedre delarna av tabellen och såg länge ut att bli säsongens klara jumbo, men efter ett flertal segrar i början av hösten såg det ut som om klubben ändå för första gången skulle klara av att säkra ett nytt kontrakt. Men när de tappade ledningen från 3–1 till en förlust med 3–5 mot bottenkonkurrenten IFK Norrköping gick mycket av luften ur laget och de slutade på en elfte och näst sista plats, två poäng bakom just IFK Norrköping. Därmed var klubben återigen degraderad från Allsvenskan och det skulle senare visa sig dröja 25 år innan klubben återigen var tillbaka där.

### Nära, men ändå inte (1986–1999)
Redan säsongen efter degraderingen från Allsvenskan, 1986, var klubben endast tre poäng ifrån att knipa den allsvenska platsen, men Västra Frölunda IF blev för svåra. Säsongen därpå, 1987, slutade Mjällby på en åttondeplats i det nybildade Division 1, vilket var klubbens sämsta placering sedan de gick upp till Division 2 1977. Säsongen 1988 slutade laget på samma poäng men med sämre målskillnad än vinnarna Halmstads BK. Efter en sjätteplats 1989 åkte klubben ur Division 1 1990 efter att ha slutat på trettonde plats, endast en poäng efter Landskrona BoIS.
1991 vann Mjällby Vårtvåan och gick upp till Höstettan där de blev kvar även säsongen därpå, 1992, för att 1993 sluta sist i Division 1 och åka ner i Division 2.
Första säsongen i Division 2, 1994, undvek de nedflyttningskval tack vare bättre målskillnad och säsongen därpå, 1995, gick de återigen upp till Division 1 efter en klar serieseger.
Därefter etablerade sig klubben som ett lag i Division 1. 1999 var de endast två poäng ifrån att knipa kvalplatsen till Allsvenskan från GAIS.

### Superettan och kval till Allsvenskan (2000–2009)
Inför säsongen 2000 slogs de två Division 1-serierna ihop till Superettan och Mjällby var tack vare sin tredjeplats säsongen innan kvalificerade för denna första säsong med Superettan. Trots låga förväntningar inför säsongen, bland annat hade Christian Wilhelmsson och Marcus Ekenberg flyttat från klubben inför säsongen, ångade Mjällby på och hade inför sista omgången möjligheten att nå tredjeplatsen som innebar kval till Allsvenskan. Samtidigt som Mjällby var tvingade att vinna borta mot Enköpings SK fick inte Landskrona BoIS vinna borta mot Kalmar FF för att Mjällby skulle kunna knipa tredjeplatsen. Mjällby vann sin match med hela 6–1 samtidigt som Kalmar vann med 2–1 och kvalplatsen till Allsvenskan var därmed säkrad. I kvalet fick Mjällby möta BK Häcken och efter att de hade vunnit med 3–2 hemma på Strandvallen inför hela 7 400 åskådare hade de ett gyllene läge att ta sig tillbaka upp till Allsvenskan igen. Borta på Rambergsvallen slutade dock matchen 3–2 till Häcken efter full tid och efter att inget lag gjort något mål under tilläggstiden gick det till straffar där Häcken vann straffläggningen med 3–2 och Mjällby fick fortsätta även nästa säsong i Superettan.
Inför säsongen därpå, 2001, sågs klubben som favorit till att vinna Superettan och efter en stark vårsäsong såg det ut att kunna bli på det viset. Sedan kom höstsäsongen och laget kom in i en längre svacka, men i sista omgången säkrade laget tredjeplatsen efter seger mot Östers IF och fick därmed för andra året i rad kvala till Allsvenskan. Den här gången stod IFK Norrköping för motståndet. Första matchen spelades på ett blåsigt Strandvallen och resulterade i en seger för Mjällby med 2–1. Den andra matchen borta mot Norrköping blev en rysare sedan Norrköping en bit in i andra halvleken har dragit ifrån till 3–1 och Mjällby med fem minuter kvar fick en misstänkt straffsituation bortdömd. Matchen slutade 3–1 till Norrköping och Mjällby blev kvar i Superettan.
Efter att tre år i rad varit nära att avancera till Allsvenskan var förväntningarna höga på klubben inför säsongen 2002. De förväntningarna infriade inte laget alls och i stället slutade Mjällby säsongen på 16:e och sista plats och fick se sig degraderade till Division 2 igen.
Säsongen 2003 slutade laget på första plats i Division 2 Södra Götaland efter en jämn toppstrid mot Ängelholms FF där målskillnad till slut fick avgöra. I kvalet till Superettan fick de möta GAIS, vilka blev för svåra. GAIS vann båda matcherna och Mjällby fick spela ytterligare en säsong i Division 2.
Säsongen 2004 slutade laget återigen på första plats i Division 2 Södra Götaland och återigen var det efter en toppstrid mot Ängelholm. Denna gång stod Husqvarna FF för kvalmotståndet och efter segrar med 3–1 på bortaplan och 6–2 på hemmaplan var klubben tillbaka i Superettan.
Därefter etablerade sig klubben som ett lag i Superettan mellan 2005 och 2008. Säsongen 2009 ångade Mjällby på genom hela säsongen tills de slutligen stod som slutsegrare med hela 14 poängs marginal ner till trean Assyriska FF, trots att klubben under sommaren förlorade sin anfallare Erton Fejzullahu till den holländska klubben NEC Nijmegen. Det innebar att Mjällby AIF var tillbaka i Allsvenskan för första gången på 25 säsonger.

### Återkomst i Allsvenskan (2010–2014)
Säsongen 2010 blev Mjällby sexa i Allsvenskan, och därefter blev man tia 2011, tolva 2012 och elva 2013. Säsongen 2014 spelade Mjällby sista säsongen i Allsvenskan för den gången, eftersom man slutade näst sist i tabellen. 

### Resan tillbaka till Allsvenskan (2015–2019)
2015 hamnade Mjällby på negativ kvalplats i Superettan och fick möta Örgryte IS där de förlorade första kvalmatchen med 0–1. Matchen hemma på Strandvallen slutade 1–1 vilket innebar att Örgryte vann och blev klara för Superettan medan Mjällby fick spela i Division 1 säsongen 2016. Detta kval var också de sista matcherna i karriären för de Mjällbyfostrade tidigare landslagsmännen Christian Wilhelmsson och Mattias Asper.
2017 slutade Mjällby på andra plats och fick kvala sig upp till Superettan ännu en gång mot Örgryte IS. Första omgången vann Mjällby hemma med 2–1 och andra omgången förlorade Mjällby med 3–1 och därmed förlorade man kvalet. 2018 fick Mjällby AIF sin revansch och vann Division 1 Södra och blev klara för Superettan 2019.
Trots att Mjällby AIF var bottentippat i Superettan 2019 avancerade laget till Allsvenskan efter att ha vunnit sin serie för andra året i rad.

### Ny återkomst i Allsvenskan (2020–)
I Allsvenskan 2020 slutade Mjällby som nykomlingar på en femteplats, vilket var klubbens bästa placering dittills. Detta följde man upp med en niondeplats både 2021 och 2022.
Den 18 maj 2023 spelade Mjällby AIF final i Svenska cupen hemma på Strandvallen, men förlorade med 1–4 mot BK Häcken.
2023 blev Mjällby tia i Allsvenskan. Säsongen 2024 tangerade klubben sin rekordplacering från 2020, men denna gången med tre fler poäng (totalt 50), och därmed åstadkom klubben sin bästa säsong någonsin.

## Strandvallen
Klubbens hemmaarena Strandvallen ligger i Hällevik på Listerlandet i Sölvesborgs kommun i Blekinge. Strandvallen stod klar 1953 och dess kapacitet är 6 000, med 2 800 sittplatser. Publikrekordet är 8 438 åskådare mot Kalmar FF, ett rekord som sattes under klubbens första allsvenska match 1980. Till säsongen 2010, med utökning inför 2012, byggdes på norra kortsidan en ny läktare med 1 600 nya sittplatser, samtliga under tak. Kapaciteten begränsades av Svenska Fotbollförbundet från 7 500 till 7 000 innan säsongen 2010 började.

## Spelare

### Spelartrupp
| Nummer      | Land      | Spelare                    | Födelsedatum      | Kom från            | Moderklubb            |           |
| Målvakter   | Målvakter | Målvakter                  | Målvakter         | Målvakter           | Målvakter             | Målvakter |
| ----------- | --------- | -------------------------- | ----------------- | ------------------- | --------------------- | --------- |
| 1           | Sverige   | Noel Törnqvist             | 1 februari 2002   | IS Halmia           | Snöstorp Nyhem FF     |           |
| 35          | Sverige   | Alexander Lundin           | 25 oktober 1992   | IF Brommapojkarna   | Nättraby GoIF         |           |
| Försvarare  |           |                            |                   |                     |                       |           |
| 2           | Sverige   | Ludvig Svanberg            | 25 december 2002  | GIF Sundsvall       | Hammarby IF           |           |
| 4           | Sverige   | Axel Norén                 | 4 april 1999      | Gais                | Sölvesborgs GoIF      |           |
| 5           | Pakistan  | Abdullah Iqbal             | 27 juli 2002      | B93                 | B93                   |           |
| 11          | Finland   | Timo Stavitski             | 17 juli 1999      | Inter Turku         | KyIF                  |           |
| 14          | Sverige   | Herman Johansson           | 16 oktober 1997   | Sandvikens IF       | BK Örnen              |           |
| 15          | Sverige   | Liam Svensson              | 6 juli 2006       | Mjällby AIF U       | Sölvesborgs GoIF      |           |
| 17          | Sverige   | Elliot Stroud              | 22 juni 2002      | IK Oddevold         | IK Oddevold           |           |
| 24          | Sverige   | Tom Pettersson             | 25 mars 1990      | Lillestrøm          | Trollhättans FK       |           |
| 25          | Albanien  | Argjend Miftari            | 29 januari 2004   | Mjällby AIF U       | Kristianstad BoIS     |           |
| 33          | Finland   | Tony Miettinen             | 23 september 2002 | Odd                 | SiPS                  |           |
| Mittfältare |           |                            |                   |                     |                       |           |
| 6           | Sverige   | Ludwig Malachowski Thorell | 25 februari 2005  | Sandvikens IF       | IF Brommapojkarna     |           |
| 7           | Sverige   | Viktor Gustafson           | 22 mars 1995      | FK Karlskrona       | Asarums IF            |           |
| 8           | Sverige   | Manasse Kusu               | 22 december 2001  | Östers IF           | IK Sleipner           |           |
| 10          | Danmark   | Jeppe Kjær                 | 1 mars 2004       | FK Bodø/Glimt       | AC Horsens            |           |
| 20          | Sverige   | Måns Isaksson              | 7 april 2007      | Jönköpings Södra IF | Tenhults IF           |           |
| 21          | Sverige   | Adam Petersson             | 25 augusti 2000   | Mjällby AIF U       | Asarums IF            |           |
| 22          | Sverige   | Jesper Gustavsson          | 29 oktober 1994   | Mjällby AIF U       | Björkenäs/Pukaviks IF |           |
| Anfallare   |           |                            |                   |                     |                       |           |
| 9           | Uganda    | Calvin Kabuye              | 28 mars 2003      | Sandvikens IF       | IF Olympia            |           |
| 15          | Norge     | Bork Bang-Kittilsen        | 22 mars 2005      | Odd                 | Halsen                |           |
| 16          | Sverige   | Alexander Johansson        | 30 oktober 1995   | Varbergs BoIS       | IF Böljan             |           |
| 18          | Sverige   | Jacob Bergström            | 26 april 1995     | Djurgårdens IF      | Karlskrona AIF        |           |
| 19          | Gambia    | Abdoulie Manneh            | 29 september 2004 | Wallidan            | Wallidan              |           |
| 28          | Sverige   | Love Björnson              | 15 april 2004     | Mjällby AIF U       | Nättraby GoIF         |           |
| 31          | Nigeria   | Silas Nwankwo              | 12 december 2003  | Nasarawa United     | Crown                 |           |
| -           | Nigeria   | Yusuf Abdulazeez           | 9 mars 2002       | Gombe United        | Nigeria               |           |

### Lärlingsspelare
| Nr | Land    | Pos | Namn             |
| -- | ------- | --- | ---------------- |
| -  | Sverige | A   | Ludvig Tidstrand |
| -  | Sverige | MV  | Melker Ahlstrand |

| Nr | Land    | Pos | Namn              |
| -- | ------- | --- | ----------------- |
| -  | Sverige | MF  | Romeo Leandersson |
| -  | Sverige | F   | Tim Malmström     |

### Utlånade spelare
| Nr | Land    | Pos | Namn                                                             |
| -- | ------- | --- | ---------------------------------------------------------------- |
| 20 | Sverige | F   | Johan Persson Åhstedt (i Hässleholms IF till 31 december 2025)   |
| 23 | Sverige | F   | Filip Åkesson Linderoth (i Hässleholms IF till 31 december 2025) |
| 29 | Sverige | MF  | Isac Johnsson (i Kristianstad FC till 31 december 2025)          |

| Nr | Land    | Pos | Namn                                                   |
| -- | ------- | --- | ------------------------------------------------------ |
| 30 | Sverige | MV  | Hugo Fagerberg (i Ängelholms FF till 31 december 2025) |
| -  | Sverige | MF  | Kimmen Nennesson (i Nosaby IF till 31 december 2025)   |

## Ledare
| Namn                  | Roll               |
| --------------------- | ------------------ |
| Anders Torstensson    | Huvudtränare       |
| Christofer Augustsson | Ass. Huvudtränare  |
| Stefan Ekstrand       | Ass. Huvudtränare  |
| Lars Levinsson        | Målvaktstränare    |
| Albin Pålsson         | Fotbollsfystränare |
| Filip Lundgårdh       | Fysioterapeut      |
| Patrik Andersson      | Players manager    |
| Jan Hallberg          | Materialansvarig   |
| Titti Matsson         | Läkare             |
| Svenne Juteskär       | Lagledare U21      |

## Tidigare tränare
- 1954: Johnny Ringberg
- 1956–1958: Sven-Olle Malmberg
- 1959: John Nilsson[särskiljning behövs]
- 1960–1961: Gösta Fährm
- 1962: Elon Nilsson
- 1963: Folke Jönsson
- 1964: Arne Lindskog
- 1965–1966: Bror Sjöholm
- 1967: Kjell Larsson
- 1968: Gösta Fährm
- 1969–1971: Adolf Vogl
- 1972–1974: Arne Svensson
- 1975–1978: Jan-Owe Jansson
- 1979–1980: Bo Nilsson
- 1981: Håkan Håkansson
- 1982–1984: Göran Bogren
- 1984: Göran Edvinsson (slutet av säsongen)
- 1985–1989: Anders Linderoth
- 1990: Ingvar Johansson
- 1991–1992: Peter Antoine
- 1993: Jan ”Lill-Damma” Mattsson (våren)
- 1993: Leif Persson (hösten)
- 1994–1996: Peter Antoine
- 1997–1998: Sergej Prigoda
- 1999–2002: Hasse Larsson
- 2003–2005, sept: Sören Cratz (sparkad)
- 2005: Thomas Andersson Borstam (assisterande, blev huvudtränare i september)
- 2006: Thomas Andersson Borstam/Peter Persson (slutade på egen begäran i juli 2006)
- 2007–2008: Thomas Andersson Borstam
- 2009–2012: Peter Swärdh
- 2013: Anders Torstensson
- 2013–2014, juli: Lars Jacobsson (sparkad)
- 2014–2015, maj: Anders Linderoth (sparkad)
- 2015: Hasse Larsson (tog över i maj 2015)
- 2016: Patrik Rosengren (lämnade 31 augusti)
- 2016, 5 sept–2018: Jonas Andersson
- 2018–2019, 1 dec: Milos Milojevic (lämnade uppdraget)
- 2020: Marcus Lantz
- 2021–3 augusti 2021: Christian Järdler (sparkad)
- 3 augusti–4 december 2021: Anders Torstensson
- 2022: Andreas Brännström
- 2023–: Anders Torstensson

## Statistik

### Topp tio spelare med flest allsvenska matcher
Spelarna som gjort flest allsvenska matcher under Mjällbys åtta säsonger i högstadivisionen:
Spelare i fet stil är fortfarande i Mjällby AIF.
| Nr | Namn              | Karriär   | Matcher | Mål |
| -- | ----------------- | --------- | ------- | --- |
| 1  | David Löfquist    | 2010–2023 | 184     | 27  |
| 2  | Mattias Asper     | 2010–2014 | 148     | 1   |
| 3  | Jesper Gustavsson | 2013–     | 142     | 2   |
| 4  | Marcus Ekenberg   | 2010–2014 | 127     | 28  |
| 5  | Daniel Nilsson    | 2010–2014 | 125     | 3   |
| 6  | Jacob Bergström   | 2020–     | 113     | 30  |
| 7  | Andreas Blomqvist | 2012–2022 | 105     | 10  |
| 7  | Viktor Gustafson  | 2020–     | 105     | 8   |
| 9  | Viktor Agardius   | 2012–2020 | 103     | 1   |
| 10 | Mamudo Moro       | 2020–2023 | 92      | 14  |

### Topp tio spelare med flest allsvenska mål
Spelare i fet stil är fortfarande aktiva i Mjällby AIF.
| Nr | Namn              | Karriär   | Mål | Matcher | Mål/match |
| -- | ----------------- | --------- | --- | ------- | --------- |
| 1  | Jacob Bergström   | 2020–     | 30  | 113     | 0,27      |
| 2  | Marcus Ekenberg   | 2010–2014 | 28  | 127     | 0,22      |
| 3  | David Löfquist    | 2010–2023 | 27  | 184     | 0,15      |
| 4  | Pär Ericsson      | 2011–2013 | 25  | 57      | 0,44      |
| 5  | Moestafa El Kabir | 2010–2012 | 16  | 38      | 0,42      |
| 6  | Bo Andersson      | 1980–1985 | 14  | 67      | 0,21      |
| 6  | Kristian Haynes   | 2013–2014 | 14  | 49      | 0,29      |
| 6  | Mamudu Moro       | 2020–2023 | 14  | 92      | 0,15      |
| 6  | Moses Ogbu        | 2020      | 14  | 25      | 0,56      |
| 10 | Lennart Johansson | 1980–1985 | 12  | 66      | 0,18      |